# 赵品三
赵品三（1904年—1973年），男，山西榆次人，中国戏剧家、政治人物，曾任西北抗日剧社社长，中国革命军事博物馆副馆长，第三、四届全国政协委员。